# Rhynchopyga meisteri
Rhynchopyga meisteri är en fjärilsart som beskrevs av Berg 1883. Rhynchopyga meisteri ingår i släktet Rhynchopyga och familjen björnspinnare. Inga underarter finns listade.